# Salmagundi Club
Le Salmagundi Club, parfois appelé Salmagundi Art Club, est un centre des beaux-arts fondé en 1871 dans le quartier de Greenwich Village à Manhattan (New York, États-Unis). Depuis 1917, il est situé au 47 de la 5e avenue . En 2021, le centre compte environ 1 100 membres.
Le Salmagundi Club sert de centre pour les artistes et les collectionneurs, avec des expositions d'art, des cours d'art, des démonstrations d'artistes, des ventes aux enchères d'art et de nombreux autres types d'événements. Le club est également un sponsor du United States Coast Guard Art Program (COGAP).

## Histoire
Le club est fondé en 1871. Il est, à l'origine appelé New York Sketch Class, et plus tard le New York Sketch Club. Le Salmagundi Club débute à l'extrémité est de Greenwich Village dans le studio de Broadway du sculpteur Jonathan Scott Hartley (en), où un groupe d'artistes, étudiants et amis de l'académie américaine des beaux-arts, qui à l'époque était située au croisement de la quatrième avenue et la 23e rue, se réunissaient chaque semaine le samedi soir.
Le club change officiellement de nom pour The Salmagundi Sketch Club en janvier 1877. Il est généralement admis que le nom est vient soit, du plat salmagundi (en), un ragoût que le groupe a servi dans ses premières années, soit, aux Salmagundi Papers de Washington Irving,.
En pleine croissance, l'organisation est hébergée dans plusieurs propriétés parmi lesquels le 121 de la 5e avenue, le 49 West 22nd Street, le 40 West 22nd Street et  le 14 West Twelfth Street, où elle reste durant 22 ans. En avril 1917, après trois ans de recherche, le club acquiert une maison de ville en pierre brune de style italien au 47 de la 5e avenue entre East Eleventh et East Twelfth Streets. Le club finance l'achat grâce à la succession de William G. Park pour 100 000 dollars. Le club érigé deux annexe à l'arrière pour un coût supplémentaire de 20 000 dollars pour abriter une galerie d'art et une salle de billard. Une pendaison de crémaillère le 5 février 1918 réuni plus de 500 personnes,,. En 1918, le club lance un appel pour produire des peintures télémètres (en) utilisées pour former les artilleurs militaires durant la Première Guerre mondiale. Le club fourni la toile et le matériel de peinture pour cet usage spécifique.
En 1969, le bâtiment est classé monument historique par la commission de préservation des monuments de la ville de New York. En 1975, il est ajouté au registre national des lieux historiques.

## Adhésion
Le Salmagundi Club est un club réservé aux hommes durant plus de 100 ans, bien que les œuvres d'art réalisées par des femmes soient acceptées. Un club similaire pour les femmes artistes, le Pen and Brush Club, est formé non loin du club en 1894. Le club commence à admettre des femmes membres en 1973.
Parmi les membres honoraires, on compte :
- Paul Cadmus ;
- Schuyler Chapin (en) ;
- Winston Churchill ;
- Buckminster Fuller ;
- Al Hirschfeld ;
- Thomas Hoving.

« En 1894, pour amasser des fonds pour la bibliothèque du club en pleine croissance, les membres sont invités à décorer des tasses en céramique, qui sont ensuite cuites par Charles Volkmar, le potier du club. Le club organise un dîner suivi d'une vente aux enchères des tasses. Au fil des années, de nombreuses tasses décorées ont été rendues au club et sont exposées dans la bibliothèque avec la plus grande collection d'artistes d'occasion en Amérique. »

— Musée d'art de Dubuque

## Musée d'art américain Salmagundi
Le musée d'art de Salmagundi est responsable du maintien de la collection permanente d'art figuratif du club d'environ 1 600 œuvres des années 1840 à nos jours, parmi lesquelles des peintures, des sculptures, des objets et des œuvres sur papier.
Les œuvres sont changées régulièrement et sont présentées durant les spectacles en direct et les expositions en ligne tout au long de l'année.